# 八木秀次
八木秀次（1886年1月28日—1976年1月19日）是一位日本教育家，物理学家，发明家。

## 生平
1886年出生于日本大阪府大阪市，1909年毕业于东京大学工科大学电气工学科，后进入仙台高等工业学校担任教师，1910年升任教授。1913年赴德留学，进入德累斯顿工业大学学习。时值1914年第一次世界大战爆发，在瑞士逗留期间转学到英国，进入伦敦大学学院学习，1915年转学至哈佛大学，1916年回国，1919年担任日本东北大学教授，获得工学博士学位。1924年升任工学部部长，1925年和宇田新太郎共同发明八木天线。1931年担任大阪大学教授。1937年担任电气通信学会会长，1939年升任理学部部长。1940年担任日本电气学会会长。1944年担任内阁技术院总裁。1951年被选为日本學士院会员。1952年成立公司并担任社长。1955年担任东京都市大学校长。1974年担任日本东北大学名誉教授。

## 荣誉
- 勲一等瑞宝章（1945年）
- 藍綬褒章（1951年）
- 文化勳章（1956年）
- 勲一等旭日大綬章（1976年追赠）
- 日本十大发明家（1985年追赠）
- IEEE里程碑（1995年追赠）